# Baïse
Pour les articles homonymes, voir Baïse (homonymie).
La Baïse  est une rivière du Sud-Ouest de la France qui coule dans les départements des Hautes-Pyrénées, du Gers et de Lot-et-Garonne, en régions Occitanie et Nouvelle-Aquitaine. C'est un affluent gauche direct de la Garonne.

## Étymologie
Plus près des Pyrénées existe la Baïse de Lasseube ou Bayse, affluent direct gauche du gave de Pau et indirect du fleuve Adour. Le nom est aussi partagé par des affluents, direct ou indirects, de la Baïse : Petite Baïse, Baïse Darré, voire Baïsole. Il s'agit donc d'un nom présent pour plusieurs cours d'eau, comme Adour, Neste ou Gave dans les Pyrénées.
L'hydronyme Baïse serait d'origine pré-indo-européenne, est-il dérivé du basco-aquitain ibaia (fleuve, rivière) ou basque bai ? Il ne semble pas, du fait qu'en gascon le -n- entre voyelles disparait, or la Baïse est attestée Vanesia au IVe siècle. 
L'explication par ibaia s'explique mal si le nom ancien est Vanesia (IVe siècle), la conscience du -n- étymologique étant encore présente dans l'attestation de 1213, Flumen Banisia.
Contre l'usage général, les Néracais, les Condomois, les Lavardacais, prononcent « bè-ïse » et non « ba-ïse ». Ceci s'explique par l'écriture ancienne de l'hydronyme avec l'orthographe Bayse (carte Cassini). Le Y représentant deux i, l'un s'associe avec le a de la première syllabe pour former le son [ε], l'autre s'associe avec la dernière syllabe pour former -ise. Il s'agirait donc d'un orthographisme local, qui expliquerait cette prononciation du nom Baïse. La plupart des touristes ont souvent une hésitation quant à la prononciation correcte, cependant plus claire que celle de Cassini. L'exemple de la prononciation occitane, [ba'izə] à Buzet, [ba'izò] à Nérac, permet de respecter davantage l'étymologie en articulant clairement le a, même en français.

## Géographie
De 187,6 km de longueur, la Baïse prend sa source sur le plateau de Lannemezan vers Capvern-les-Bains, dans les Hautes-Pyrénées, et se jette dans la Garonne à Saint-Léger, légèrement en amont de la confluence entre le Lot et la Garonne.
En période d'étiage, son cours est maintenu pour l'irrigation et pour les besoins d'alimentation en eau potable et de salubrité par le canal de la Neste.

### Navigabilité
Jusqu'à Henri IV, la navigation fut irrégulière du fait de passelis ou payssières extrêmement dangereux. Sully fit remplacer cinq payssières (Buzet, Vianne, Lavardac, Bapaume et Nérac) par des écluses. Malgré cela, le passage n'est véritablement amélioré que jusqu'à Lavardac. Il faudra attendre les années 1830 et la venue du sous-préfet Haussmann pour voir se réaliser les travaux nécessaires pour remonter jusqu'à Condom, puis jusqu'à L'Isle-de-Noé. Lavardac sera le point de rupture de charge. En 1852, passent 80 000 tonnes. En 1932, près de 13 000 tonnes de marchandises quitteront ainsi l'Albret (vin, moellons, bois des Landes et céréales) alors que 27 000 tonnes sont remontées (graviers, sable, denrées coloniales). Tout le trafic cesse au mois de janvier 1952.
Actuellement navigable pour la seule plaisance uniquement dans sa partie aval entre Valence-sur-Baïse et sa confluence avec la Garonne, elle fut autrefois navigable jusqu'à Saint-Jean-Poutge. Elle communique avec le canal de Garonne à Buzet-sur-Baïse par une double écluse.

### Départements et communes traversés

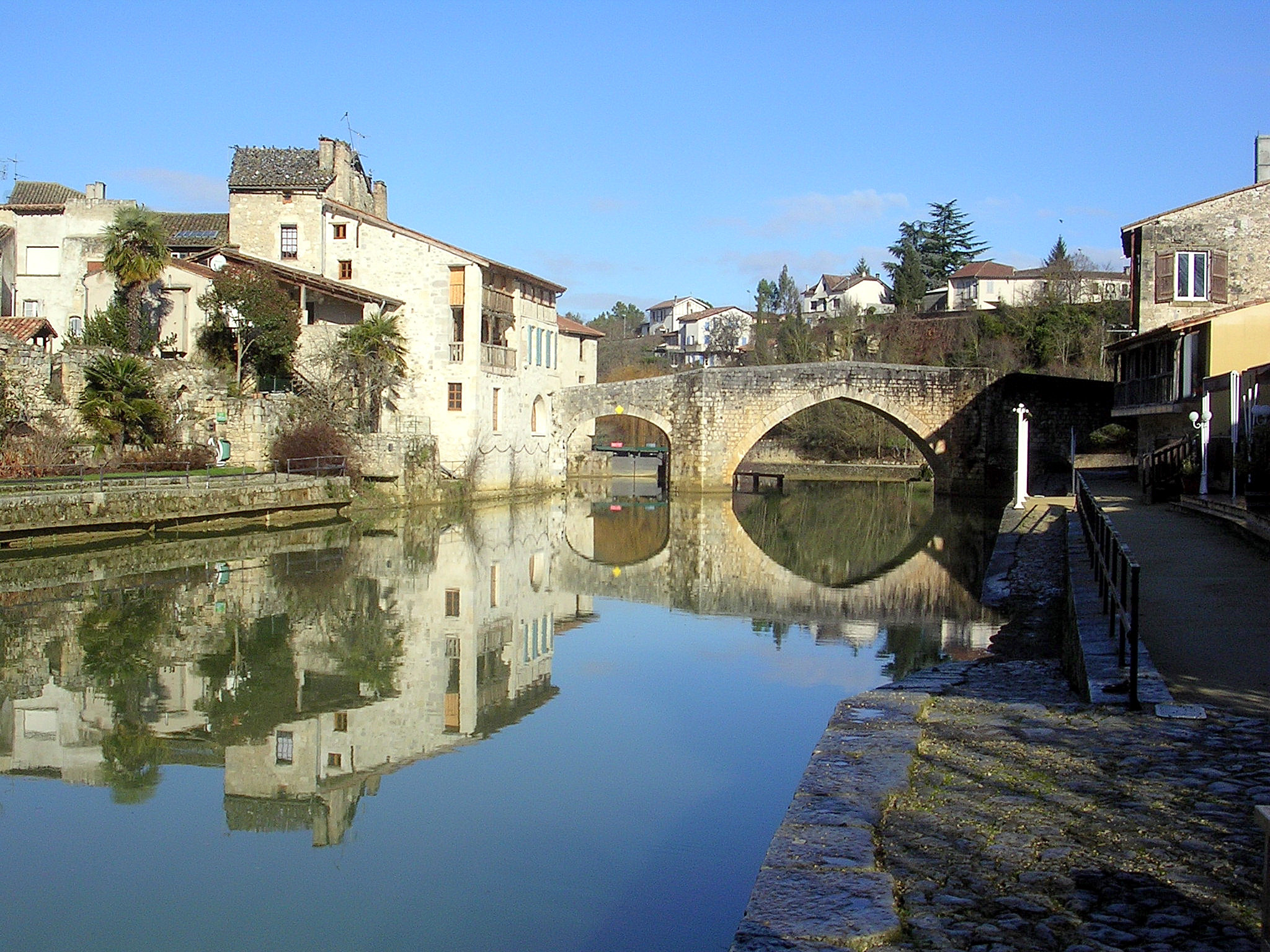
Le vieux pont sur la Baïse à Nérac.

- Hautes-Pyrénées : Capvern, Lagrange, Lutilhous, Houeydets, Bégole, Castelbajac, Burg, Montastruc, Bonnefont, Sentous, Lustar, Tournous-Darré, Puydarrieux, Trie-sur-Baïse, Sadournin, Fontrailles
- Gers : Barcugnan, Montaut, Sainte-Dode, Saint-Michel, Belloc-Saint-Clamens, Berdoues, Mirande, Estipouy, Mouchès, L'Isle-de-Noé, Barran, Mirannes, Le Brouilh-Monbert, Biran, Saint-Jean-Poutge, Jegun, Saint-Paul-de-Baïse, Bonas, Castéra-Verduzan, Rozès, Bezolles, Beaucaire, Valence-sur-Baïse, Maignaut-Tauzia, Cassaigne, Condom
- Lot-et-Garonne : Moncrabeau, Lasserre, Fréchou, Nérac, Lavardac, Vianne, Feugarolles, Thouars-sur-Garonne, Buzet-sur-Baïse, Saint-Léger

### Bassin versant
La Baïse traverse dix-neuf zones géographiques, pour une superficie totale de 37 806 km2. Ce bassin versant est constitué à 34,20 % de territoires agricoles, à 33,93 % de forêts et milieux semi-naturels, à 2,87 % territoires artificialisés, et à 0,40 % de surfaces en eau.

## Principaux affluents
- Le Lizon : 13,7 km
- La Baïsole : 47,2 km
- La Petite Baïse : 74,8 km
- La Bèze : 9,2 km
- L'Auloue : 45,3 km
- La Gèle : 25,7 km
- La Gélise : 92 km
- Le Galaup : 9,8 km

## Hydrologie

### La Baïse à Nérac
Le débit de la Baïse a été observé sur une période de 42 ans (1965-2006), à Nérac, pittoresque petite ville du département de Lot-et-Garonne située à plus de 20 kilomètres de son confluent avec la Garonne et à cinq kilomètres en amont de son confluent avec la Gélise. Le bassin versant de la rivière y est de 1 327 km2, ce qui ne correspond qu'à 45,6 % de son bassin versant qui compte un total de 2 910 km2. Les importants débits de la Gélise et de son affluent l'Osse sont donc exclus des chiffres suivants.
Le module de la rivière à Nérac est de 11,9 m3/s. Si l'on ajoute à ce chiffre les modules de la Gélise et de quelques autres affluents non pris en compte à Nérac, on estime le module total de la Baïse à plus ou moins 21 m3/s.
La Baïse présente des fluctuations saisonnières de débit bien marquées. Les hautes eaux se situent en hiver et au printemps, et se caractérisent par des débits mensuels moyens allant de 14 à 23,7 m3/s, de décembre à mai inclus (avec un sommet en février). Dès le mois de juin, le débit diminue rapidement ce qui mène aux basses eaux d'été qui ont lieu de juillet à la mi-octobre, accompagnées d'une baisse du débit mensuel moyen allant jusqu'au niveau de 3,27 m3/s au mois de septembre. Mais les fluctuations de débit sont plus importantes selon les années, ou calculées sur de courtes périodes.

### Étiage ou basses eaux
Aux étiages, le VCN3 peut chuter jusqu’à 0,450 m3/s, en cas de période quinquennale sèche, ce qui ne peut vraiment pas être qualifié de sévère.

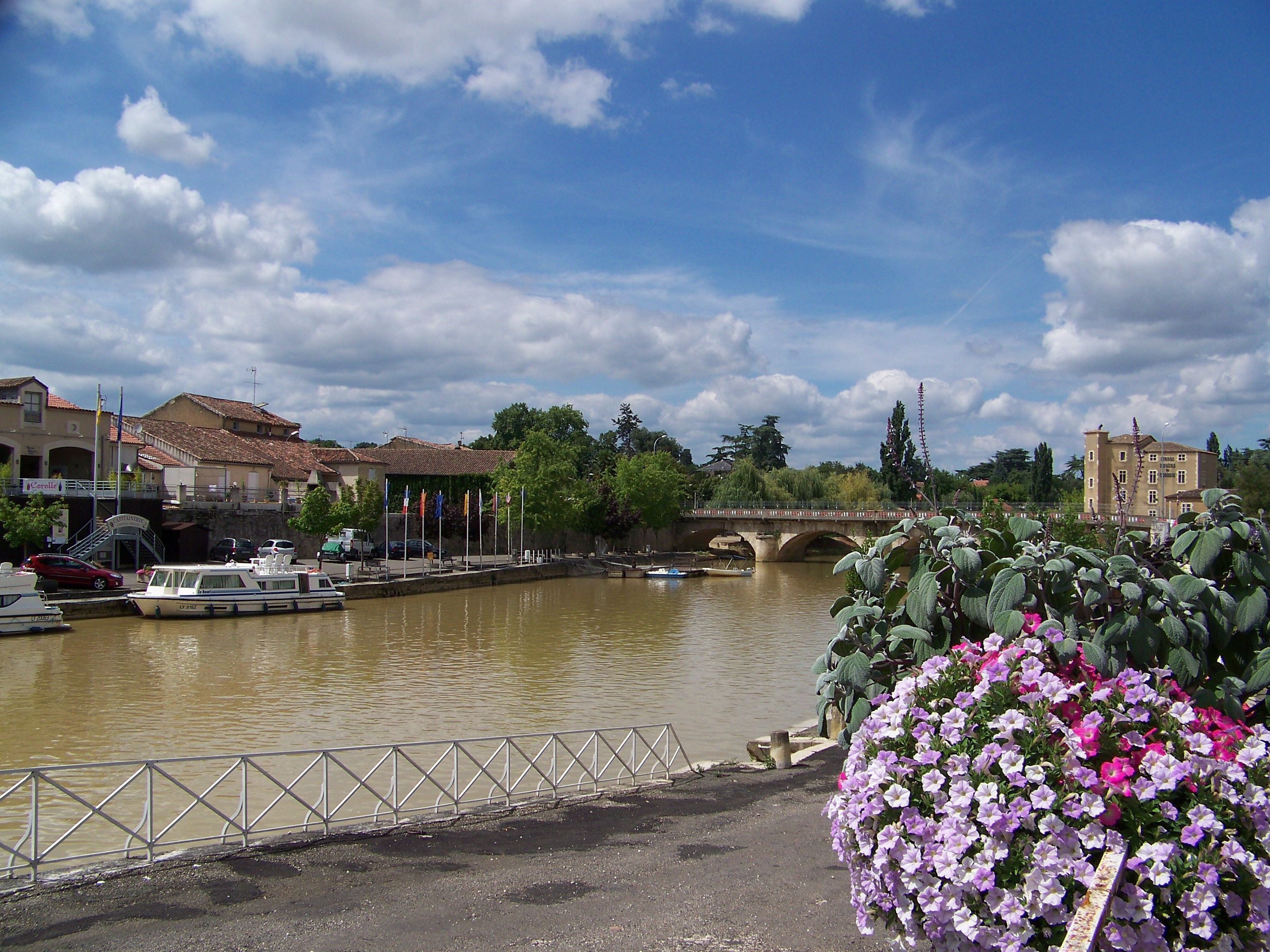
Le port de Condom sur la Baïse ; au fond à droite, les Grands Moulins.

### Crues
D'autre part, les crues de la Baïse peuvent être très importantes, d'autant plus que son bassin versant est assez étendu. Les QIX 2 et QIX 5 valent respectivement 150 et 220 m3/s. Le QIX 10 se monte à 270 m3/s, et le QIX 20 en vaut 320 m3/s. Quant au QIX 50, il se monte à pas moins de 380 m3/s, soit plus que le débit moyen de la Seine à Paris. Cela signifie en clair que statistiquement il doit y avoir une crue de 220 m3/s tous les cinq ans et de 270 m3/s tous les dix ans, ce qui est considérable.
Le débit instantané maximal enregistré à Nérac a été de 500 m3/s le 1er juillet 1977, tandis que la valeur journalière maximale était de 431 m3/s le 9 juillet de la même année. En comparant la première de ces valeurs à l'échelle des QIX exposée plus haut, il ressort que cette crue était bien plus importante que la crue cinquantennale définie par le QIX 50, et donc tout à fait exceptionnelle.

### Lame d'eau et débit spécifique
La Baïse est une rivière assez abondante. La lame d'eau écoulée dans son bassin versant se monte à 285 millimètres annuellement, ce qui est certes légèrement inférieur à la moyenne d'ensemble de la France tous bassins confondus (320 mm/an), mais est nettement supérieur à la plupart des cours d'eau du Gers. Le débit spécifique (ou Qsp) atteint 9 litres par seconde et par kilomètre carré de bassin.